# Subtitle
Subtitle, de son vrai nom Giovanni Marks, né le 2 octobre 1978 à Los Angeles, en Californie, est un rappeur et producteur américain, connu pour ses travaux en solo et ses nombreuses collaborations avec d'autres musiciens de hip-hop mais aussi des groupes de rock. Il est également membre du duo Lab Waste avec Thavius Beck. Il a également collaboré avec d'autres artistes comme K-the-I???, Busdriver et Islands.

## Biographie
Marks emménage au nord de Camarillo à 14 ans, et étudie dans un lycée près d'Oxnard, d'où étudiaient également Madlib et d'autres membres Lootpack.
Marks publie son premier disque, l'EP I'm Always Recovering from Tomorrow, en 2003, suivi deux ans plus tard d'un premier album intitulé Young Dangerous Heart en 2005, tous deux publiés par le label Gold Standard Laboratories en début d'année. Son groupe Lab Waste (avec Thavius Beck, alias Adlib) publie un premier album en 2005, puis Terrain to Roam en octobre de l'année suivante, en collaboration avec Madlib, Dntel (aka Jimmy Tamborello), Daedelus, Nobody, Daddy Kev (en), Paris Zax, Thavius Beck, Omid, dDamage, K-the-I???, Crunc Tesla, et Small Is Beautiful (alias J'Aime Tambeur, anciennement dans Islands), entre autres.
Il a effectué des tournées notamment avec Islands et The Mars Volta, et joué en concert avec Autechre, LCD Soundsystem, Beans, Dälek et Nancy Sinatra. Il a travaillé en tant que producteur pour 2Mex et Daedelus, parmi de nombreux autres. Au début de 2007, à la suite de difficultés qui l'ont amené à annuler une tournée, il affirme mettre un terme à sa carrière, mais il affirme depuis son intention de continuer au moins quelque temps son travail de musicien, cette fois-ci sous son nom de naissance, Giovanni Marks. Plusieurs nouvelles chansons sont mises en écoute sur son profil Myspace, un nouvel album est en préparation, ainsi qu'un passage au festival All Tomorrow's Parties,.

## Discographie
- 1998 : Analog Gut
- 1998 : How 2 Beat the Beat 1 and 2
- 1999 : Weekend Science 1 and 2 (avec Mum's the Word)
- 2001 : Delete the Elite
- 2004 : Lost Love Stays Lost
- 2005 : Young Dangerous Heart
- 2005 : Zwarte Achtegrond (avec Thavius Beck sous le nom de Lab Waste)
- 2006 : Terrain to Roam
- 2007 : Marks in Angles (sous le nom de Giovanni Marks)
- 2009 : Zwarte Achtegrond